# Microlophus albemarlensis
Microlophus albemarlensis es una especie de lagarto nativa y endémica de las Islas Galápagos (Ecuador). Junto con otras seis especies emparentadas se denominan lagartijas de lava.
Estas diferentes especies se cree que descienden de un antepasado común de Sudamérica. Lagartijas de lava se pueden encontrar en todas las islas principales de Galápagos, pero algunas especies ocupan sólo algunas islas. Microlophus albemarlensis se puede encontrar en toda la zona central y occidental de las islas Galápagos.

## Hábitat
Esta especie vive en la zonas áridas de tierras bajas de las Islas Galápagos. Ahí el suelo está suelto y contiene la hojarasca seca a fin de que los lagartos puedan enterrarse en el suelo durante la noche. También debe haber abundantes rocas para que puedan ocultarse debajo de ellas o en grietas, como protección contra el sol.
El hábitat también está cubierto de flora como el cactus y vineplants, que proporcionan refugio del sol, así como alimentos por atraer insectos, de los que se alimentan.

## Descripción física
Su longitud es de 17 a 25 cm, siendo los machos dos o tres veces mayores que las hembras. Sus características corporales son similares a las de otras especies de lagartos. Los machos son oscuros con manchas amarillo-verdosas, mientras que las hembras son de color marrón rojizo sin marcas, aunque éstas también pueden presentar parches de color rojo cuando alcanzan la madurez durante las temporadas de cría. Los machos tienen largas escamas que no presentan las hembras. A pesar del evidente dimorfismo sexual, es difícil saber el sexo de los jóvenes pues antes de madurar todos tienen la morfología de las hembras.
Al igual que la mayoría de los otros lagartos, ambos sexos presentan cambios de color dependiendo del estado de ánimo. La coloración depende también de donde viven los lagartos. Los que viven en la oscuridad de la lava son generalmente más oscuros que los que viven en tierra de arena clara.

## Reproducción y desarrollo
Durante la temporada de apareamiento, los machos hacen llamativas señales marcando el territorio, para atraer a las hembras y para desafiar e intimidar a otros machos que podrían estar vagando en su territorio en busca de hembras. Una vez conseguida la pareja, el macho la muerde y la arrastra cierta distancia antes de copular. Cada macho con éxito suele tener un harén en su territorio con 2-4 hembras.
La incubación de los huevos dura unos 3 meses; tras la eclosión, las hembras maduran mucho más rápido que los machos.